# Ватоа
Ватоа (фидж. Vatoa) — остров в Фиджи. Административно входит в состав провинции Лау. Также известен, как Черепаший Остров.

## География
Остров Ватоа расположен в крайней южной точке архипелага Лау, в южной части Тихого океана. Ближайший материк, Австралия, находится примерно в 3000 км Ватоа представляет собой небольшой известняковый остров. Его площадь 4,45 км². Наибольшая высота — около 50 метров над уровнем океана.
Покрыт типичной для атоллов растительностью, среди которой преобладают кокосовые пальмы. Климат на Ватоа влажный тропический. Погода обычно прохладная из-за воздействия пассатов.

## История
Европейским первооткрывателем острова является британский путешественник Джеймс Кук, открывший его 2 июля 1774 года. Мореплаватель назвал Ватоа «островом Черепахи» (англ. Turtle Island). Причина — высадившись здесь 3 июля, он обнаружил на берегу черепах.

## Население
На острове число населения составляет 300 человек.